# Câu lạc bộ bóng đá Viettel mùa bóng 2023
Mùa bóng 2023 là mùa giải thứ 5 liên tiếp câu lạc bộ bóng đá Viettel thi đấu tại V.League 1, giải bóng đá cấp độ cao nhất trong hệ thống giải đấu của bóng đá Việt Nam và là mùa giải chính thức thứ 42 trong lịch sử câu lạc bộ kể từ khi giải hạng A toàn quốc ra đời năm 1980 nếu gộp chung thành tích của Thể Công, tiền thân của câu lạc bộ trên danh nghĩa.

## Đội hình
Ghi chú: Quốc kỳ chỉ đội tuyển quốc gia được xác định rõ trong điều lệ tư cách FIFA. Các cầu thủ có thể giữ hơn một quốc tịch ngoài FIFA.
| Số | VT | Quốc gia   | Cầu thủ                    |
| -- | -- | ---------- | -------------------------- |
| 1  | TM | Việt Nam   | Ngô Xuân Sơn               |
| 2  | HV | Việt Nam   | Vũ Văn Quyết               |
| 3  | HV | Việt Nam   | Nguyễn Thanh Bình          |
| 4  | HV | Việt Nam   | Bùi Tiến Dũng (Đội trưởng) |
| 5  | HV | Việt Nam   | Trương Văn Thiết           |
| 6  | TV | Việt Nam   | Đinh Tuấn Tài              |
| 7  | TV | Uzbekistan | Jahongir Abdumominov       |
| 8  | TV | Việt Nam   | Nguyễn Hữu Thắng           |
| 9  | TV | Việt Nam   | Trần Ngọc Sơn              |
| 11 | TV | Brasil     | Jeferson Elías             |
| 12 | HV | Việt Nam   | Phan Tuấn Tài              |
| 13 | TM | Việt Nam   | Đoàn Huy Hoàng             |
| 14 | TV | Việt Nam   | Bùi Quang Khải             |
| 15 | HV | Việt Nam   | Nguyễn Xuân Kiên           |

| Số | VT | Quốc gia | Cầu thủ               |
| -- | -- | -------- | --------------------- |
| 16 | TV | Việt Nam | Nguyễn Huy Hùng       |
| 17 | TV | Việt Nam | Nguyễn Đức Hoàng Minh |
| 18 | TĐ | Việt Nam | Trần Hoàng Sơn        |
| 19 | TĐ | Ai Cập   | Mohamed Essam         |
| 20 | HV | Việt Nam | Cao Trần Hoàng Hùng   |
| 21 | TV | Việt Nam | Nguyễn Đức Chiến      |
| 22 | TĐ | Việt Nam | Trần Danh Trung       |
| 23 | TĐ | Việt Nam | Nhâm Mạnh Dũng        |
| 25 | TM | Việt Nam | Quàng Thế Tài         |
| 28 | TV | Việt Nam | Nguyễn Hoàng Đức      |
| 30 | TV | Việt Nam | Khuất Văn Khang       |
| 36 | TM | Việt Nam | Phạm Văn Phong        |
| 33 | TĐ | Việt Nam | Dương Văn Hào         |
| 86 | TV | Việt Nam | Trương Tiến Anh       |
| 88 | TV | Việt Nam | Bùi Duy Thường        |
| 90 | HV | Việt Nam | Trần Mạnh Cường       |

## Chuyển nhượng

### Đầu mùa giải

#### Chuyển đến
| # | VT | Cầu thủ         | Từ              | Phí          | Ref.  |
| - | -- | --------------- | --------------- | ------------ | ----- |
| 1 | HV | Vũ Văn Quyết    | Huế             | Hết hạn mượn | [ 1 ] |
| 2 | TĐ | Nguyễn Huy Hùng | SHB Đà Nẵng     | Tự do        | [ 1 ] |
| 3 | HV | Trần Mạnh Cường | Sài Gòn         | Tự do        | [ 1 ] |
| 4 | TV | Phạm Văn Phong  | Sài Gòn         | Tự do        | [ 1 ] |
| 5 | TV | Jeferson Elias  | UR Trabalhadore | Tự do        | [ 1 ] |

#### Rời đi
| #  | VT | Cầu thủ          | Đến                | Phí   | Ref.  |
| -- | -- | ---------------- | ------------------ | ----- | ----- |
| 1  | TĐ | Trần Nguyên Mạnh | Thép Xanh Nam Định | Tự do | [ 1 ] |
| 2  | HV | Hồ Khắc Ngọc     | Thép Xanh Nam Định | Tự do | [ 1 ] |
| 13 | TĐ | Pedro Paulo      | Không có           | Tự do | [ 1 ] |
| 14 | HV | Caíque           | Không có           | Tự do | [ 1 ] |

### GIữa mùa giải

#### Chuyển đến
| # | VT | Cầu thủ       | Từ      | Phí   | Ref.  |
| - | -- | ------------- | ------- | ----- | ----- |
| 1 | TĐ | Mohamed Essam | Trat FC | Tự do | [ 2 ] |

## Tiền mùa giải và giao hữu
Sau khi đạt thành tích không như mong đợi ở mùa giải 2022, Viettel quyết định chia tay HLV trưởng người Hàn Quốc Bae Ji-won. Tối ngày 15 tháng 12 năm 2022, Viettel công bố quyết định bổ nhiệm Thạch Bảo Khanh làm HLV trưởng.

Để chuẩn bị cho mùa giải 2023, Viettel đã tham dự Giải giao hữu Tứ hùng LienVietPostBank Cup diễn ra từ ngày 12 đến 16 tháng 1 trên sân vận động Hàng Đẫy. Giải đấu quy tụ 4 đội bóng gồm Hà Nội, Viettel, Công an Hà Nội và Hải Phòng, thi đấu theo hình thức vòng tròn tính điểm. Câu lạc bộ giành hạng ba chung cuộc.
| 12 tháng 1 năm 2023 | Hà Nội                            | 2–1 | Viettel       | Đống Đa, Hà Nội                                |  |
| 15:30               | - Minh Tuấn 16' - Thành Lương 50' |     | Văn Khang 83' | Sân vận động: Hàng Đẫy Trọng tài: Trần Văn Lập |  |

| 14 tháng 1 năm 2023 | Hải Phòng | 2–5 | Viettel | Đống Đa, Hà Nội        |  |
| 15:30               |           |     |         | Sân vận động: Hàng Đẫy |  |

| 16 tháng 1 năm 2023 | Công an Hà Nội | 1–1 | Viettel | Đống Đa, Hà Nội        |  |
| 16:00               |                |     |         | Sân vận động: Hàng Đẫy |  |

## Mùa giải

### Kết quả tổng quát
| Giải đấu     | Trận đấu đầu tiên   | Trận đấu cuối cùng | Vòng đấu mở màn | Vị trí chung cuộc | Thành tích | Thành tích | Thành tích | Thành tích | Thành tích | Thành tích | Thành tích | Thành tích |
| Giải đấu     | Trận đấu đầu tiên   | Trận đấu cuối cùng | Vòng đấu mở màn | Vị trí chung cuộc | ST         | T          | H          | B          | BT         | BB         | HS         | % thắng    |
| ------------ | ------------------- | ------------------ | --------------- | ----------------- | ---------- | ---------- | ---------- | ---------- | ---------- | ---------- | ---------- | ---------- |
| V.League 1   | 4 tháng 2, 2023     | -                  | Vòng 1          |                   | 11         | 3          | 6          | 2          | 11         | 10         | +1         | 027,27     |
| Cúp Quốc gia | 16/17 tháng 6, 2023 |                    | Vòng loại       | -                 | 1          | 1          | 0          | 0          | 6          | 0          | +6         | 100,00     |
| Tổng cộng    | Tổng cộng           | Tổng cộng          | Tổng cộng       | Tổng cộng         | 12         | 4          | 6          | 2          | 17         | 10         | +7         | 033,33     |

Cập nhật lần cuối: 3 tháng 1, 2023
Nguồn: Các giải đấu

### Giải vô địch quốc gia
Lịch thi đấu Giải bóng đá Vô địch Quốc gia 2023 được công bố vào ngày 26 tháng 12 năm 2022.

#### Bảng xếp hạng
| VT | Đội                 | ST | T | H | B | BT | BB | HS | Đ  | Giành quyền tham dự              |
| -- | ------------------- | -- | - | - | - | -- | -- | -- | -- | -------------------------------- |
| 2  | Đông Á Thanh Hóa    | 13 | 6 | 5 | 2 | 20 | 15 | +5 | 23 | Tham dự nhóm vô địch giai đoạn 2 |
| 3  | Hà Nội              | 13 | 6 | 4 | 3 | 18 | 12 | +6 | 22 | Tham dự nhóm vô địch giai đoạn 2 |
| 4  | Viettel             | 13 | 5 | 6 | 2 | 14 | 11 | +3 | 21 | Tham dự nhóm vô địch giai đoạn 2 |
| 5  | Hải Phòng           | 13 | 4 | 7 | 2 | 14 | 13 | +1 | 19 | Tham dự nhóm vô địch giai đoạn 2 |
| 6  | Topenland Bình Định | 13 | 5 | 4 | 4 | 17 | 17 | 0  | 19 | Tham dự nhóm vô địch giai đoạn 2 |

#### Kết quả tổng quát
| Tổng thể | Tổng thể | Tổng thể | Tổng thể | Tổng thể | Tổng thể | Tổng thể | Tổng thể | Sân nhà | Sân nhà | Sân nhà | Sân nhà | Sân nhà | Sân nhà | Sân khách | Sân khách | Sân khách | Sân khách | Sân khách | Sân khách |
| ST       | T        | H        | B        | BT       | BB       | HS       | Đ        | T       | H       | B       | BT      | BB      | HS      | T         | H         | B         | BT        | BB        | HS        |
| -------- | -------- | -------- | -------- | -------- | -------- | -------- | -------- | ------- | ------- | ------- | ------- | ------- | ------- | --------- | --------- | --------- | --------- | --------- | --------- |
| 11       | 3        | 6        | 2        | 11       | 10       | +1       | 15       | 2       | 2       | 1       | 7       | 6       | +1      | 1         | 4         | 1         | 4         | 4         | 0         |

#### Kết quả từng vòng
| Vòng    | 1 | 2  | 3 | 4 | 5 | 6 | 7  | 8 | 9 | 10 | 11 | 12 | 13 |
| ------- | - | -- | - | - | - | - | -- | - | - | -- | -- | -- | -- |
| Sân     | H | A  | A | H | H | A | A  | H | A | H  | A  | H  | A  |
| Kết quả | D | D  | W | D | L | D | D  | W | L | W  | D  |    |    |
| Vị trí  | 9 | 10 | 6 | 5 | 8 | 7 | 10 | 6 | 8 | 7  | 5  |    |    |

#### Các trận đấu
Thắng  Hòa  Thua
  Chưa thi đấu
| 5 tháng 2 năm 2023 1 - GĐ1 | Viettel                                                              | 1–1                     | Hà Nội                                                             | Đống Đa, Hà Nội                                                         |  |
| 19:15                      | - Bùi Tiến Dũng 4' - Nguyễn Đức Hoàng Minh 17' - Trần Danh Trung 86' | Chi tiết FPT Play, VTV5 | - Lê Xuân Tú 25' - Nguyễn Văn Quyết 69' (ph.đ.) - Marcão Silva 77' | Sân vận động: Hàng Đẫy Lượng khán giả: 5.000 Trọng tài: Nguyễn Mạnh Hải |  |

| 09 tháng 2 năm 2023 2 - GĐ1 | Hồng Lĩnh Hà Tĩnh  | 0–0               | Viettel | Thành phố Hà Tĩnh, Hà Tĩnh                                             |  |
| 18:00                       | - Trần Phi Sơn 76' | Chi tiết FPT Play |         | Sân vận động: Hà Tĩnh Lượng khán giả: 6.000 Trọng tài: Trần Đình Thịnh |  |

| 14 tháng 2 năm 2023 3 - GĐ1 | Công an Hà Nội                                                   | 1–2                     | Viettel                                                       | Đống Đa, Hà Nội                                                          |  |
| 19:15                       | - Hoàng Văn Toản 53' - Hồ Tấn Tài 61' - Bùi Tiến Dũng 90' (l.n.) | Chi tiết FPT Play, VTV5 | - Geovane Magno 8' - Bùi Tiến Dũng 15' - Nguyễn Đức Chiến 63' | Sân vận động: Hàng Đẫy Lượng khán giả: 9.000 Trọng tài: Nguyễn Viết Duẩn |  |

| 19 tháng 2 năm 2023 4 - GĐ1 | Viettel                                    | 0–0                             | Thép Xanh Nam Định                      | Đống Đa, Hà Nội                                                         |  |
| 19:15                       | - Bùi Tiến Dũng 65' - Nguyễn Hoàng Đức 86' | Chi tiết FPT Play, HTV Thể thao | - Hồ Khắc Ngọc 77' - Mai Xuân Quyết 85' | Sân vận động: Hàng Đẫy Lượng khán giả: 7.000 Trọng tài: Nguyễn Mạnh Hải |  |

| 06 tháng 4 năm 2023 5 - GĐ1 | Viettel                                                                                           | 1–4                             | Hoàng Anh Gia Lai | Đống Đa, Hà Nội                                                          |  |
| 19:15                       | - Bùi Tiến Dũng 10' 21' (ph.đ.) - Nguyễn Hữu Thắng 24' - Nguyễn Đức Chiến 69' - Phan Tuấn Tài 86' | Chi tiết FPT Play, HTV Thể thao | - Châu Ngọc Quang 13' - Papé Diakité 17' - Trần Minh Vương 51' - Nguyễn Quốc Việt 67' - Paollo Oliveira 69' 76' - Dụng Quang Nho 78' | Sân vận động: Hàng Đẫy Lượng khán giả: 3.500 Trọng tài: Hoàng Thanh Bình |  |

| 12 tháng 4 năm 2023 6 - GĐ1 | SHB Đà Nẵng                | 0–0                             | Viettel                 | Quận Cẩm Lệ, Đà Nẵng                                               |  |
| 18:00                       | - Giang Trần Quách Tân 90' | Chi tiết FPT Play, HTV Thể thao | - Nguyễn Thanh Bình 23' | Sân vận động: Hòa Xuân Lượng khán giả: 4.500 Trọng tài: Lê Vũ Linh |  |

| 17 tháng 5 năm 2023 7 - GĐ1 | Hải Phòng            | 0–0               | Viettel               | Quận Ngô Quyền, Hải Phòng                                                 |  |
| 19:15                       | - Nguyễn Văn Đạt 67' | Chi tiết FPT Play | - Trần Mạnh Cường 63' | Sân vận động: Lạch Tray Lượng khán giả: 5.500 Trọng tài: Nguyễn Đình Thái |  |

| 20 tháng 5 năm 2023 8 - GĐ1 | Viettel                                                                                       | 2–1                             | Topenland Bình Định    | Đống Đa, Hà Nội                                                         |  |
| 19:15                       | - Bùi Tiến Dũng 14' - Nhâm Mạnh Dũng 38' - Nguyễn Đức Chiến 51' - Nguyễn Hoàng Đức 60', 90+2' | Chi tiết FPT Play, HTV Thể thao | - Hà Đức Chinh 84' 85' | Sân vận động: Hàng Đẫy Lượng khán giả: 2.000 Trọng tài: Trần Đình Thịnh |  |

| 28 tháng 5 năm 2023 9 - GĐ1 | Đông Á Thanh Hóa                                                        | 3–2               | Viettel                                                                 | Thành phố Thanh Hóa, Thanh Hóa                                           |  |
| 18:00                       | - Nguyễn Hữu Dũng 30' - Gustavo Santos 73', 88' - Nguyễn Trọng Hùng 80' | Chi tiết FPT Play | - Jahongir Abdumominov 35' 74' - Bùi Duy Thường 36' - Dương Văn Hào 50' | Sân vận động: Thanh Hóa Lượng khán giả: 8.000 Trọng tài: Nguyễn Mạnh Hải |  |

| 01 tháng 6 năm 2023 10 - GĐ1 | Viettel                                                         | 3–0                     | Sông Lam Nghệ An | Đống Đa, Hà Nội                                                      |  |
| 19:15                        | - Nguyễn Đức Chiến 39' - Nhâm Mạnh Dũng 54' - Dương Văn Hào 56' | Chi tiết FPT Play, VTV5 |                  | Sân vận động: Hàng Đẫy Lượng khán giả: 4.200 Trọng tài: Vũ Nguyên Vũ |  |

| 06 tháng 6 năm 2023 11 - GĐ1 | Khánh Hòa | – | Viettel | Nha Trang, Khánh Hòa     |  |
| 17:00                        |           |   |         | Sân vận động: 19 tháng 8 |  |

| 25 tháng 6 năm 2023 12 - GĐ1 | Viettel | – | Becamex Bình Dương | Đống Đa, Hà Nội        |  |
| 19:15                        |         |   |                    | Sân vận động: Hàng Đẫy |  |

| 2 tháng 7 năm 2023 13 - GĐ1 | Thành phố Hồ Chí Minh | – | Viettel | Quận 10, Thành phố Hồ Chí Minh |  |
| 17:00                       |                       |   |         | Sân vận động: Thống Nhất       |  |

### Cúp quốc gia
| tháng 6 năm 2023 Vòng loại | Viettel | 6–0               | Bình Thuận                                    | Đống Đa, Hà Nội                                                                 |  |
| 19:15                      | - Trương Tiến Anh 8' - Nhâm Mạnh Dũng 21', 30' - Nguyễn Đức Chiến 50' 63' - Dương Văn Hào 56' - Nguyễn Hữu Thắng 58' | Chi tiết FPT Play | - Trần Hữu Thắng 27' - Nguyễn Thanh Quang 61' | Sân vận động: Sân vận động Hàng Đẫy Lượng khán giả: 500 Trọng tài: Vũ Phúc Hoan |  |

| 6 tháng 7 năm 2023 1/8 | Hà Nội | – | Viettel | Đống Đa, Hà Nội                     |  |
| 19:15                  |        |   |         | Sân vận động: Sân vận động Hàng Đẫy |  |

## Thống kê mùa giải

### Thống kê đội hình
| Số                                  | VT      | QT         | Cầu thủ               | Tổng số | Tổng số | V.League | V.League | Cúp Quốc gia | Cúp Quốc gia |         |         |         |         |
| Số                                  | VT      | QT         | Cầu thủ               | Trận    | Bàn     | Trận     | Bàn      | Trận         | Bàn          |         |         |         |         |
| Thủ môn                             | Thủ môn | Thủ môn    | Thủ môn               | Thủ môn | Thủ môn | Thủ môn  | Thủ môn  | Thủ môn      | Thủ môn      | Thủ môn | Thủ môn | Thủ môn | Thủ môn |
| ----------------------------------- | ------- | ---------- | --------------------- | ------- | ------- | -------- | -------- | ------------ | ------------ | ------- | ------- | ------- | ------- |
| 1                                   | TM      | Việt Nam   | Ngô Xuân Sơn          | 0       | 0       | 0        | 0        | 0            | 0            |         |         |         |         |
| 13                                  | TM      | Việt Nam   | Đoàn Huy Hoàng        | 0       | 0       | 0        | 0        | 0            | 0            |         |         |         |         |
| 25                                  | TM      | Việt Nam   | Quàng Thế Tài         | 1       | 0       | 0        | 0        | 1            | 0            |         |         |         |         |
| 36                                  | TM      | Việt Nam   | Phạm Văn Phong        | 11      | 0       | 11       | 0        | 0            | 0            |         |         |         |         |
| Hậu vệ                              |         |            |                       |         |         |          |          |              |              |         |         |         |         |
| 2                                   | HV      | Việt Nam   | Vũ Văn Quyết          | 2       | 0       | 0+2      | 0        | 0            | 0            |         |         |         |         |
| 3                                   | HV      | Việt Nam   | Nguyễn Thanh Bình     | 12      | 0       | 11       | 0        | 1            | 0            |         |         |         |         |
| 4                                   | HV      | Việt Nam   | Bùi Tiến Dũng         | 8       | 2       | 8        | 2        | 0            | 0            |         |         |         |         |
| 5                                   | HV      | Việt Nam   | Trương Văn Thiết      | 2       | 0       | 0+1      | 0        | 0+1          | 0            |         |         |         |         |
| 12                                  | HV      | Việt Nam   | Phan Tuấn Tài         | 11      | 0       | 10+1     | 0        | 0            | 0            |         |         |         |         |
| 15                                  | HV      | Việt Nam   | Nguyễn Xuân Kiên      | 5       | 0       | 1+3      | 0        | 1            | 0            |         |         |         |         |
| 20                                  | HV      | Việt Nam   | Cao Trần Hoàng Hùng   | 5       | 0       | 4        | 0        | 1            | 0            |         |         |         |         |
| 90                                  | HV      | Việt Nam   | Trần Mạnh Cường       | 4       | 0       | 3        | 0        | 1            | 0            |         |         |         |         |
| Tiền vệ                             |         |            |                       |         |         |          |          |              |              |         |         |         |         |
| 6                                   | TV      | Việt Nam   | Đinh Tuấn Tài         | 1       | 0       | 0+1      | 0        | 0            | 0            |         |         |         |         |
| 7                                   | TV      | Uzbekistan | Jahongir Abdumominov  | 11      | 1       | 11       | 1        | 0            | 0            |         |         |         |         |
| 8                                   | TV      | Việt Nam   | Nguyễn Hữu Thắng      | 10      | 1       | 4+5      | 0        | 1            | 1            |         |         |         |         |
| 9                                   | TV      | Việt Nam   | Trần Ngọc Sơn         | 0       | 0       | 0        | 0        | 0            | 0            |         |         |         |         |
| 11                                  | TV      | Brasil     | Jeferson Elías        | 4       | 0       | 4        | 0        | 0            | 0            |         |         |         |         |
| 14                                  | TV      | Việt Nam   | Bùi Quang Khải        | 0       | 0       | 0        | 0        | 0            | 0            |         |         |         |         |
| 16                                  | TV      | Việt Nam   | Nguyễn Huy Hùng       | 4       | 0       | 1+2      | 0        | 0+1          | 0            |         |         |         |         |
| 17                                  | TV      | Việt Nam   | Nguyễn Đức Hoàng Minh | 11      | 0       | 4+6      | 0        | 0+1          | 0            |         |         |         |         |
| 21                                  | TV      | Việt Nam   | Nguyễn Đức Chiến      | 9       | 3       | 6+2      | 2        | 1            | 1            |         |         |         |         |
| 28                                  | TV      | Việt Nam   | Nguyễn Hoàng Đức      | 12      | 2       | 11       | 2        | 1            | 0            |         |         |         |         |
| 30                                  | TV      | Việt Nam   | Khuất Văn Khang       | 5       | 0       | 1+4      | 0        | 0            | 0            |         |         |         |         |
| 86                                  | TV      | Việt Nam   | Trương Tiến Anh       | 10      | 1       | 7+2      | 0        | 1            | 1            |         |         |         |         |
| 88                                  | TV      | Việt Nam   | Bùi Duy Thường        | 12      | 0       | 8+3      | 0        | 1            | 0            |         |         |         |         |
| Tiền đạo                            |         |            |                       |         |         |          |          |              |              |         |         |         |         |
| 18                                  | TĐ      | Việt Nam   | Trần Hoàng Sơn        | 4       | 0       | 0+4      | 0        | 0            | 0            |         |         |         |         |
| 19                                  | TĐ      | Ai Cập     | Mohamed Essam         | 0       | 0       | 0        | 0        | 0            | 0            |         |         |         |         |
| 22                                  | TĐ      | Việt Nam   | Trần Danh Trung       | 12      | 1       | 0+11     | 1        | 0+1          | 0            |         |         |         |         |
| 23                                  | TĐ      | Việt Nam   | Nhâm Mạnh Dũng        | 12      | 3       | 11       | 1        | 1            | 2            |         |         |         |         |
| 33                                  | TĐ      | Việt Nam   | Dương Văn Hào         | 11      | 3       | 5+5      | 2        | 0+1          | 1            |         |         |         |         |
| Cầu thủ chuyển nhượng giữa mùa giải |         |            |                       |         |         |          |          |              |              |         |         |         |         |
| 10                                  | TĐ      | Brasil     | Geovane Magno         | 1       | 0       | 1        | 0        | 0            | 0            |         |         |         |         |

Nguồn: Giải đấu

### Cầu thủ ghi bàn
| #                                | Cầu thủ                          | V.League 1 | Cúp Quốc gia | Tổng cộng |
| -------------------------------- | -------------------------------- | ---------- | ------------ | --------- |
| 1                                | Bùi Tiến Dũng                    | 2          | 0            | 2         |
| 1                                | Nguyễn Đức Chiến                 | 1          | 1            | 2         |
| 1                                | Nhâm Mạnh Dũng                   | 0          | 2            | 2         |
| 4                                | Trần Danh Trung                  | 1          | 0            | 1         |
| 4                                | Nguyễn Hữu Thắng                 | 0          | 1            | 1         |
| 4                                | Trương Tiến Anh                  | 0          | 1            | 1         |
| 4                                | Dương Văn Hào                    | 0          | 1            | 1         |
| Cầu thủ đối phương phản lưới nhà | Cầu thủ đối phương phản lưới nhà | 0          | 0            | 0         |
| Tổng cộng                        | Tổng cộng                        | 4          | 6            | 10        |

### Cầu thủ kiến tạo
| #         | Cầu thủ               | V.League 1 | Cúp Quốc gia | Tổng cộng |
| --------- | --------------------- | ---------- | ------------ | --------- |
| 1         | Trương Tiến Anh       | 1          | 2            | 3         |
| 2         | Nguyễn Hoàng Đức      | 1          | 1            | 2         |
| 3         | Bùi Duy Thường        | 1          | 0            | 1         |
| 3         | Nguyễn Hữu Thắng      | 0          | 1            | 1         |
| 3         | Nguyễn Đức Hoàng Minh | 0          | 1            | 1         |
| Tổng cộng | Tổng cộng             | 3          | 5            | 8         |

### Thủ môn giữ sạch lưới
| #         | Cầu thủ        | V.League 1 | Cúp Quốc gia | Tổng cộng |
| --------- | -------------- | ---------- | ------------ | --------- |
| 1         | Phạm Văn Phong | 4          | 0            | 4         |
| 2         | Quàng Thế Tài  | 0          | 1            | 1         |
| 3         | Ngô Xuân Sơn   | 0          | 0            | 0         |
| 3         | Đoàn Huy Hoàng | 0          | 0            | 0         |
| Tổng cộng | Tổng cộng      | 4          | 1            | 5         |

### Thẻ phạt
| #         | Cầu thủ               | Số áo     | Vị trí    | V.League 1 | V.League 1 | Cúp Quốc gia | Cúp Quốc gia | Tổng cộng | Tổng cộng |
| #         | Cầu thủ               | Số áo     | Vị trí    | Thẻ vàng   | Thẻ đỏ     | Thẻ vàng     | Thẻ đỏ       | Thẻ vàng  | Thẻ đỏ    |
| --------- | --------------------- | --------- | --------- | ---------- | ---------- | ------------ | ------------ | --------- | --------- |
| 1         | Bùi Tiến Dũng         | 4         | HV        | 3          |            |              |              | 3         |           |
| 2         | Nguyễn Đức Chiến      | 21        | TV        | 1          |            | 1            |              | 2         |           |
| 3         | Nguyễn Thanh Bình     | 3         | HV        | 1          |            |              |              | 1         |           |
| 3         | Nguyễn Hữu Thắng      | 8         | TV        | 1          |            |              |              | 1         |           |
| 3         | Geovane Magno         | 10        | TĐ        | 1          |            |              |              | 1         |           |
| 3         | Phan Tuấn Tài         | 12        | HV        | 1          |            |              |              | 1         |           |
| 3         | Nguyễn Đức Hoàng Minh | 17        | TV        | 1          |            |              |              | 1         |           |
| 3         | Nguyễn Hoàng Đức      | 28        | TV        | 1          |            |              |              | 1         |           |
| 3         | Trần Mạnh Cường       | 90        | HV        | 1          |            |              |              | 1         |           |
| Tổng cộng | Tổng cộng             | Tổng cộng | Tổng cộng | 11         | 0          | 1            | 0            | 12        | 0         |